# Моравица (Малопольское воеводство)
Морави́ца (пол. Morawica) — село в Польше в сельской гмине Лишки Краковского повета Малопольского воеводства.

## География
Село располагается в 5 км от административного центра гмины села Лишки и в 14 км от административного центра воеводства города Краков. Через село проходит автомагистраль А4.

## История
В средние века село принадлежало шляхетскому роду Топорчиков герба Топор, который позднее стал носить фамилию «Тенчинские». В XVII веке село перешло в собственность шляхетскому роду Чарторыйских.
В 1975—1998 годах село входило в состав Краковского воеводства.

## Население
По состоянию на 2013 год в селе проживало 1021 человек.
| 2010 | 2013 |
| ---- | ---- |
| 1011 | 1021 |

| Перепись  | Всего   | Всего | Женщины | Женщины | Мужчины | Мужчины |
| --------- | ------- | ----- | ------- | ------- | ------- | ------- |
| Единицы   | человек | %     | человек | %       | человек | %       |
| Население | 1021    | 100   | 524     |         | 497     |         |

## Достопримечательности
- Церковь святого Варфоломея, построенная в 1743 году — охраняемый памятник Малопольского воеводства[4].